# 关东行政公署
关东行政公署:133简称关东公署是苏联政府主导、中国共产党参与，于1947年4月在苏占旅大地区成立的一个行政公署，辖区即今辽宁省大连市南部。前身是1946年10月设立的旅大金行政联合办事处。1949年4月，改名为旅大行政公署，隶属东北人民政府，演变至今为大连市人民政府。
在苏军占领旅大地区的背景下，苏联方面通过成立、控制关东公署，组建合营企业，进行货币改革等一系列，获得重大利益，成功掌握地方行政、经济及各类资源。中共主要负责维护治安:128，130—131。苏军行为曾引起以刘顺元为代表的关东公署干部反感、不满，滋生反苏情绪。1948年6月，中共旅大地委“六月会议”更出现“‘以苏为主’就是‘以我为奴’”的说法。中共中央东北局为避免反苏情绪蔓延，除在内部努力统一思想外，对外事务中，亦对苏军做出妥协:133—134。

## 前奏
1945年八月风暴行动中，苏军逐步占领中国东北地区。8月22日苏联空降兵在旅顺和大连着陆，8月24日，苏军近卫坦克第六集团军首批坦克抵达大连，苏军进占旅大地区。根据国民政府与苏联政府当年8月在莫斯科签订的《中苏友好同盟条约》，规定大连为自由港，大连的行政权则屬於国民政府。1945年9于初，国民政府任命沈怡为大连市长，在重庆、上海设立大连市政府办事处。而旅大实际上被苏军驻扎和军管。
1945年9月，中国国民党东北党务专员罗大愚先后从长春派遣2批人到大连，10月1日在大连地方治安维持会楼上（现今的天津路小学）举行中国国民党大连市党部公开典礼。10月12日，东北行营主任熊式辉、外交部东北外交特派员蒋经国飞抵长春，向苏联驻军总司令马利诺夫斯基元帅提出海运国军部队在大连登陆遭到拒绝。10月20日，国民政府军事代表团团长，东北行营副参谋长董彦平向苏联方面提出军队在大连登陆、设立空军航空站的要求，遭到拒绝。1945年11月21日，蒋经国乘飞机从长春抵达大连，但在苏军的严密掌控下，可以说是毫无分文收获，蒋经国自称这是一次“痛苦之旅”、“失望之旅”；蒋经国于12月1日返回了长春，并通知在沈阳的国民政府大连市政府有关人员跟他一起回到重庆。而将接收旅大的后续事项交给董彦平处理。
为了应对国民政府接收旅大，苏军当局与中共大连市委商定，并经中共中央东北局同意，在大连市郊设立大连县，将“大连自由港”的市区范围缩到最小程度：“通过扩大大连县的面积，缩小市内区的面积，使市内只含港湾桥、中山广场、南山、劳动公园、西岗及马栏河以东的小部分地区，其他市区划给大连县。这样，即使国民党接收了大连，大连也是个被封闭的弹丸之地，市内交通运输，副食品供应等方方面面都受制于大连县。而苏军当局和中共就可以以大连县为根据地，同国民党进行斗争，进一步取而代之。”1945年12月25日，大连县各界人民代表会议召开并选举王西萍为县长、李成德为副县长。1946年1月30日在新甘井子小学校举行了大连县政府成立大会。大连县下设甘井子区、南关岭区、革镇堡区、西山区、营城子区、岔沟区、大山区、小平岛区等8个区（1946年5月，大山区并入小平岛区）。全县陆域面积为428平方公里，耕地28万亩，人口约22万人。境内拥有包括炼钢、兵工、纺织、水泥、白灰、皮革、酿酒、发电、榨油等在内的大量工业企业。
1946年1月6日，苏军驻东北总司令部参谋长特罗增科中将在给董彦平的复函中称到：“已接获大连方面的复电，中国政府在大连建立政权，苏联方面可无阻碍”。在得到苏军的“鼓舞人心”的答复后，董彦平随即在第2天的谈判中提出，既然大连接收经准，苏联方面明确答复无阻碍，那么国民党方面的接收人员即刻将前往大连。此后东北行营与苏联红军当局就如何进入大连，及进入大连后如何开展工作等内容展开了马拉松式的谈判。 

## 旅大金行政联合办事处
在苏军支持下，中国共产党陆续建立大连市、旅顺市、金县、大连县——四个地方政权。1946年9月29日至10月1日，旅顺市、金县、大连县政府及群众代表110人在大连市政府礼堂举行联席会议，设立旅大金行政联合办事处（简称旅大行政联合办事处）。该办事处管辖大连市、旅顺市、金县、大连县，成为当地最高的行政机关。
旅大金联合行政办事处官员听命于苏军司令部及其派出机构—苏军司令部民政局。受到苏军信任的商人、大连市市长迟子祥担任办事处主任。实际负责人是副主任、中共旅大地委第二书记刘顺元。

## 关东行政公署

### 行政公署成立动议
1947年1月27日，国民政府外交部向苏联发出照会“查日本投降，业已年余，中国政府对于大连，以种种原因，迄未能加以接收。中国政府顷已排定接收人员，并令饬率同地方保安团队前往接收大连行政，俾早日恢复大连之正常状态。”此时，讨论战后对德国管制的美英苏外长会议（即“三国外长会议”）即将在莫斯科召开。为了避免外交被动。3月7日，苏联照会中国政府称同意其接收整个旅大地区的行政权。但是双方就派遣军队一事始终不能达成一致，蒋介石只好决定先派遣视察团对大连的情况进行考察。
在苏军主导下，中共旅大地委为应对国民党可能接收大连市的局面，4月10日召开县团级干部会议，采取应对措施：
- 以临时机构旅大金行政联合办事处名义召开人民代表大会，选举产生关东公署，迟子祥任主席，设在旅顺。
  - 迟子祥的任命、公署设置于旅顺的决定，实际由苏军做出[2]。
- 成立大连市政府
- 民主政府以民族资产阶级、知识分子、各阶层代表各占三分之一
- 掌握警察队伍，旅大公安总局改称关东公安总局，设七个分局，加强铁路公安局力量。公安局警察该穿国民政府警察制服、总局长带中将警衔。
- 建立隐蔽的军工基地。华东局派出干部携带大量黄金渡海到旅大地区筹建“大连建新公司”，累计生产炮弹50多万发、引信80多万枚、无烟火药450多吨、迫击炮430多门，生产与试验中牺牲吴屏周等17人。
- 货币登记，兑换加贴花，加贴了“面值签”的10元和100元的“红军票”。防止董彦平为首的旅大视察团带入大量红军票冲击旅大金融。旅大地委发出《关于在关东地区实行苏军用票和满票登记盖印的通知》，要求“在5月23日至28日，限期完成货币的登记及盖印工作”。这就是“加贴面值签”的由来。除中共人士回忆外，没有档案证明国民政府有投放红军票扰乱市场的意图。故有研究者认为这是“苏军的考虑”[2]:129—130。1949年12月10日至31日，以东北银行发行的东北币30元折合红军票1元对红军票予以收兑。

### 1947年4月，正式成立
1947年3月29日，苏联元帅梅尼兹柯夫抵达大连，主持成立关东公署的相关事宜:128，132—133。4月3日至4日，旅大行政联合办事处在旅顺举行由317名代表参加的旅大地区各界人民代表大会，通过了成立关东行政公署的决议。是为旅大地区最高行政领导机关，统辖大连市、旅顺市、金县和大连县。旅大行政联合办事处予以撤销。
关东公署设14个工作机构。除民政厅厅长张致远、公安总局局长周光、法院院长乔理清外，各厅厅长都由党外人士担当。刘顺元曾强烈反对迟子祥担任主席，以及由他举荐财政厅长、建设厅长和商业厅长人选。面对刘顺元的反对，苏军政治部主任彼得罗夫斯基中将说：“我们不管他打的是哪个党的旗号，这个名单是梅尼兹柯夫元帅定的，一点也不能改。你们在旅大人民代表大会上，必须保证迟子祥当选。”中共旅大地委不得不接受苏军安排。旅大人民代表大会上，313名代表投票结果，迟子祥以208票当选为关东公署主席，刘顺元和乔传珏分别以304票和280票当选关东行政公署副主席。5月4日，中共中央东北局曾对旅大问题做出专门决议，称“旅大政权蒋必接收”，要求中共旅大地委服从苏方，以取得支持:133。
日后，日常行政仍由苏军主导。公署办公地点依苏军意见，设于苏军总司令部所在的旅顺，原是一家医院所在。公署官员仍听命于苏军司令部及其派出机构—苏军司令部民政局。“他们事无大小，不分党内党外，上级下级、整体部门，都要过问”；“在公署日常工作中，凡公开发表的文件，不分大小、轻重与否，都要经过苏军当局批准”。谁稍有不逊，或有所抵制，就会以“反苏”的名义加以追究、驱逐，或予以秘密逮捕。
曾任关东公署副主席的刘顺元回忆，公署“大小部门都有一个苏军代表，大小事情都要他们同意才能办。一切都是命令式的，他们让干什么就干什么，不能也不准有不同意见。苏军不仅掌握了旅大地区的政权工作，甚至党的关系他们也插手”。除行政管理外，苏军通过与关东公署签署的石油、电业、渔业、盐业、造船等领域合作协议，控制旅大地区所有重要厂矿企业:128，130。

### 成立时的主要官员和下属机构
行政公署财政厅长、建设厅长、商业厅长人选由主席迟子祥举荐。关东公署成立后，主席副主席办公会议又提出了副职人选，一般都是中共党员。公署主要官员如下：
- 公署主席迟子祥
- 公署副主席刘顺元、乔传珏
- 公署秘书长陈瑞光
- 民政厅厅长张致远、副厅长关永江
- 财政厅厅长宋承章、副厅长孙耀庭 副厅长兼税务局局长隋芸生
- 商务厅厅长于鹏九、副厅长李健之
- 工业厅厅长陈民立、副厅长张有萱
  - 关东水产公司：杜鸿业兼经理，统一经营全区渔业、盐业、水产养殖业。1951年2月25日，与关东渔业股份有限公司合并成立旅大水产公司。1962年5月改称辽宁省大连水产公司。
- 教育厅厅长孙延烈、副厅长江清风
- 卫生厅厅长杨凤鸣、副厅长王布君
- 农林厅厅长林基永、副厅长周明安
- 交通厅厅长庞大海兼关东地区公路建设委员会主任，关东公署拨款2亿元苏军币，用于修补旅顺、大连、金州各线公路，全长约165公里。
- 公安总局局长周光、副局长胡忠海(傅忠海)。5月14日公安总局仿效国民党政府警衔形式，将警衔等级改为五等十八级。
- 关东高等法院院长乔理清
- 经济设计委员会主任陈云涛，副主任陈民立
- 关东工业专门学校校长乔传珏\屈伯川
- 《关东日报》社：5月18日大连《新生时报》与旅顺《民众报》合并，改为关东公署机关报《关东日报》，5月20日创刊。社长王布君、副社长段洛逸。
- 关东通讯社社长康敏庄
- 关东医学院院长白全武、副院长赵佐明
- 关东广播电台副台长江清风
- 关东银行
- 中苏合营远东电业股份有限公司(简称远东电业)：管辖关东电业局所辖范围及大连水道局、旅顺水道局、金县水道局、外线水道局、油漆厂、曹达(碱)工厂、洋灰(水泥)工厂、碎石厂、机械厂、砖碍(电瓷)厂、灯泡厂、玻璃厂、汽车修理工厂、被服厂、中国俱乐部、苏联俱乐部和工人疗养院等企事业单位。
- 关东渔业股份有限公司成立。大连市副市长陈云涛为董事长，苏方伊万诺夫为副董事长。
- 关东文法专门学校(简称“关东文专”)：1948年4月关东高级中学改称。设政经科、师范科、文科、附设政经讲习班和师范讲习所。李曦沐任校长。1949年5月5日关东文专改为旅大高级师范学校。
- 关东实业公司：张有萱兼经理，杨思九、沈策为副经理。原关东裕民工业公司、关东造船公司和广源油脂公司归关东实业公司领导。
- 关东职工总会

### 1947年4月之后
1947年4月9日，关东公署任命市总商会会长徐宪斋接任大连市长。10月7日为支援全国解放战争，关东建新公司正式成立。张有萱任董事长，乔传珏为监事长。
1947年6月时，由于东北夏季攻势接近尾声，辽南国军一败涂地，陆路交通中断。6月3日12时，董彦平为首的旅大视察团乘坐“长治”号军舰抵达旅顺口，成员有：外交部东北特派员张剑非、中长铁路局副局长王竹亭、大连港口副主任徐祖善、国防部代表叶南、陈思永、视察团秘书长邱南、东北行辕政治顾问朱新民、国民党大连市政府社会局长兼东北敌伪财产接收委员会大连分会副主任王洽民(旅顺人)、副官王源燮、郭中祺及吴文甫共计12人。国民党视察团在向苏联红军当局提交的视察提纲中，曾设想分三组从九个方面进行全面的视察，但在苏联红军当局和旅大地委有组织，有计划的限制，拖延下，使计划大部分落空。视察团仅仅参观了旅顺博物馆、大连港、大连铁道工厂、船渠(造船)公司、金县等地，访问了市振幅和美、苏驻旅大领事馆。6月12日乘“长治”号舰，由旅顺驶往葫芦岛。6月25日，国民政府外交部长王世杰照会苏联驻华大使，历数了董彦平等人在旅大地区所受的阻碍。同日，国民政府外交部还发表公报将中苏双方为接收旅大而进行的交涉公之于众，引起世界对旅大问题的关注。但此时东北民主联军在东北全境掌握了战争主动权，辽南国军节节败退、收缩，国民政府接收旅大的问题也就无从谈及了。 中苏在6月间又发生北塔山事件，蒋介石认为双方关系“已无回旋余地”。同时由于东北战场上，东北民主联军对中華民國國軍已呈现优势，中華民國政府府已无可能派军进驻旅大。中华人民共和国研究者认为，苏军通过拒蒋接收，在旅大地区获得了重大利益:130—131。
1947年6月，关东公署颁布《关东各级司法机关暂行组织条例草案》。条例草案规定，关东高等法院首席检察官由关东人民代表大会选举产生，任期至下届关东人民代表大会选举后止，可连选连任。日后，被视为开创了中华人民共和国检察机关由国家权力机关选举产生的先河。
1947年12月，关东公署由旅顺市迁至大连斯大林广场1号（今大连市西岗区人民广场1号）。同时大连市政府由斯大林广场迁至中山广场。12月中旬，关东高等法院由旅顺迁至大连斯大林广场2号，与大连地方法院合署办公。
1948年10月28日，关东公署批准陈瑞光辞去关东公署秘书长职务，乔理清辞去关东高等法院检察官职务；任仲夷任公署秘书长，裴华夏任高等法院检察官，王西萍任公署农林厅副厅长，毛达恂任大连市副市长，李成德代理大连县县长。
1948年11月15日，关东公署决定实行第二次币制改革，收回在本地区贴帖的苏军通用币，发行地方币“关东币”，兑换比值在规定限额内的1:1，超限额的10:1。历时5天兑换完毕。
1949年2月25日，关东公署发出市、县所辖区政府不是一级政权的训令。同年8月，市、县所辖区政府一律改为区公所，为市、县政府的派出机构。

## 旅大行政公署
1949年4月27日，旅大地区召开第2届各界人民代表大会，出席大会的代表335人，列席代表73人。大会决定将关东公署改为旅大行政公署，选举韩光为旅大行政公署主席，李一氓、乔传珏为副主席。辖大连市、大连县、金县、旅顺市。旅大行署区由此建立，行政公署直属东北人民政府，驻今辽宁省大连市。4月27日关东高等法院改称旅大高等法院。
1945年10月至1949年9月，旅大地区动员、调出57135人参加解放军。
1949年12月7日，旅大高等法院改称旅大行政公署人民法院。
1950年12月1日撤销，改设旅大直辖市。

## 辖区
1947年4月成立时，下辖大连市、旅顺市、金县、大连县。

## 领导人

### 旅大金行政联合办事处主任、关东行政公署主席
- 迟子祥

### 旅大行政公署主席
- 韩光，1949年4月27日-1950年

### 旅大行政公署副主席
- 李一氓
- 乔传珏